# 广州张黄事变
广州张黄事变是指在1927年11月17日凌晨，国民政府和中国国民党内部派系之一的张发奎、黄琪翔等人在广州发动意圖改组国民党广东省党部、广东省政府的一次失敗政變，其目的是反对当时控制国民政府的新桂系。雖然政變最後失敗，但在前期政治斗争中被迫下野的蔣中正亦得以借此政變复出。此政變是宁汉分裂以及李唐之战中，国民政府和国民党内部汪兆銘、蔣中正、新桂系等派系错综复杂的政治斗争中的一部分。

## 事件经过
1927年新桂系在宁汉分裂之中，通过逼迫蔣中正下野，促成宁汉合流。并且成立了由新桂系操控的“中央特别委员会”，控制了国民政府的大权，并且排挤了汪兆銘。国民政府内部反对新桂系的各派政治势力开始重新分化组合，合力倒桂。当时，最具有军事實力的反桂势力是原属武汉国民政府的唐生智。新桂系不断与唐生智发生政治上和军事上的摩擦，双方都准备发动内战。
张发奎，黄琪翔原为国民革命军第四军军官，为李济深部属。北伐时期，二人北上，在宁汉分裂之后，张黄二人宣布投向武汉国民政府，另立“第二方面军”番号，实际上处于半独立状态。
1927年中，蔣中正、汪兆銘分别在与新桂系的争斗中失利下野。随后蒋汪二人便分别联络张黄二人，以其能利用张黄二人的军事资本，在广州等地另立国民党中央，以对抗新桂系所设立之“中央特别委员会”。同时，张黄二人也希望借反桂扩大影响，削弱新桂系的政治盟友，长期控制广东之李济深，进而夺取广东地盘。三派势力开始联合。
1927年9月，张发奎、黄琪翔借口南下清剿中国共产党武装，率军自江西南下广东。控制广东之李济深对张黄之部队表示欢迎，划出北江地区为张黄部队之驻地，并要求张黄部队立即出兵攻打在粤赣边境的共产党叶挺部队。但张黄二人要求李济深通电反桂作为交换条件。其时新桂系与唐生智之矛盾已经基本激化，无论从政治，军事上新桂系都占优势。李济深不愿反桂，只得调动其嫡系部队北上攻击共产党武装，广州城防空虚。张黄二人之部队趁机控制了广州。
1927年10月29日，汪兆銘自香港到达广州，另立国民党中央和国民政府，公开宣布反对新桂系之“中央特别委员会”。此时新桂系与唐生智矛盾已经彻底激化，宁汉战争爆发，双方已经在湖北、安徽开战，新桂系黄绍竑不得不将驻屯广东的桂军部队撤回广西。汪精卫、张发奎、黄琪翔趁机排挤李济深在广东的势力。而蒋介石则自日本返回上海，宣布将于11月间在上海召集国民党中执委召开国民党二届四中全会的预备会，电请汪精卫，李济深自广东北上上海，企图将李济深诱离广东。
11月16日，汪兆銘、李济深离开广州北上上海，张黄二人立即发报给留守广西的新桂系排名第三的首领黄绍竑，要其前来广州暂代李济深之职务。因新桂系之政治盟友李济深离开广东，新桂系同意黄绍竑前往广州，以控制局面。不料黄绍竑于17日凌晨到达广州，尚未住下，寓所就被张发奎派兵包围。黄绍竑立即在包围圈未合拢之时化装逃离广州前往香港。张黄二人遂正式发动政变，将桂系在广州周边的部队缴械，并将原李济深部属薛岳和黄镇球之部队收买倒戈，攻击粤西地区的桂系主力部队第七军，第七军被迫退回广西。18日，张发奎自任广州军事委员会主席，以汪派人物顾孟余、陈公博分别出任广州政治分会主席和广东省长。
因当时李唐之战正在进行，新桂系无暇顾及对广东用兵，于是只得行政治和舆论攻势，张黄二人与新桂系爆发了大规模的舆论战。张黄二人攻击黄绍竑入粤，是企图将张黄二人之部队缴械，张黄政变实为自卫。而新桂系，李济深则声称黄绍竑所部乃合法入粤，张黄二人兵变实乃军阀行径。一时间舆论大哗。
在上海举行之国民党四中全会预备会上，新桂系，李济深与汪兆銘立即展开了争斗。新桂系和李济深联合反汪各派攻击汪精卫，要求先追究张黄事件之责任，再召开四中全会。而蔣中正则以“中立调停”的姿态，声称张黄事件应压后处理。在各派围攻之下，汪兆銘突然抛出要求蔣中正复职之提案，意图转移视线。由于当时国民党内各派势力之政治利益难以调和，蔣中正复职为各派唯一可接受之共同点。自此，在宁汉分裂前期被迫下野的蔣中正，得以借广州张黄事变复出。
1927年12月11日凌晨，在唐生智、新桂系、李济深、汪兆銘、蔣中正、张黄二人错综复杂的政治争斗之下，中国共产党利用潜伏在张黄部队中的共产党员和左翼分子发动起义，中国大陆史学界称之为“广州起义”。张黄二人连夜逃往广州河南区粤军李福林部驻地，随后立即抽调防备桂系之军队主力约5万余人，围攻广州。12月14日，广州起义失败。张黄之部队夺回广州，共产党部队大部战死，部分撤离。
蔣中正立即利用这一事件，反而连同新桂系和李济深倒汪。12月16日，蔣中正下令上海卫戍司令部秘密监视汪派人士，并且电告黄琪翔，要求其辞职。随后又亲自劝告汪兆銘下野出国。汪兆銘不得已，与黄琪翔下野出国，汪兆銘在宁汉分裂以来第二次被迫下野。
此时唐生智丢失安徽，湖北，全军收缩于湘南，败局已定。新桂系立即调动部队，连同李济深之粤军，围攻张发奎。桂军从广西大举东进，粤军则自潮汕地区西进，新桂系另有一部自上海海运汕头助攻。张黄军下属之第四军缪培南，薛岳师，黄镇球师首先东进进攻东江地区的陈铭枢，陈济棠粤军，将二陈的部队击退。随后主力回师进攻东进的黄旭初桂军。双方激战数日，张黄部队军心不稳，又无后援。李福林部和广东海军又倒戈，已经无力再战。缪培南率部退往粤北，后被蒋介石收编。张发奎通电下野。新桂系之政治盟友李济深重回广州。

## 影响
广州张黄事变是宁汉分裂到二次北伐之前国民党和国民政府内部接连不断，错综复杂的政治争斗中的一部分。期中涉及的政治派别有新桂系，汪兆銘，李济深，蔣中正等等。在宁汉分裂期间，新桂系成功迫使蔣中正下野而换取寧漢復合，而在寧漢復合之际，又通过排挤汪精卫而夺得了国民政府实权。随后，新桂系的地位遭到了武汉方面手握重兵的唐生智的挑战，新桂系在与唐生智的政治，军事斗争期间，蒋汪二人却联合起来，利用张黄二人在广州政变来打击新桂系以及其政治盟友李济深，从而使蒋介石得以复出。此时共产党亦利用各派矛盾在广州起事，后虽然失败。但这一机会却被蔣中正利用，逼迫汪兆銘下野。新桂系在击败唐生智后也腾出了力量，和李济深围攻张黄。使得新桂系在华南地区的势力范围得以重建。
新桂系的势力虽然通过击败唐生智和张黄二人而处于上升阶段，并且巩固了华南的势力范围。但是由于强劲的政治对手蔣中正的复出，新桂系被迫解散中央特别委员会，在政治影响力上遭受了挫折。而汪兆銘则再次被迫下野，其政治资本损失殆尽。此后，汪兆銘在国民党和国民政府内之影响力一落千丈。其后汪兆銘虽然复出并在党内担任一定职务，但其影响力已经不可同日而语。